# لاکهید ئی‌سی-۱۳۰
لاکهید ئی‌سی-۱۳۰ (به انگلیسی: Lockheed EC-130) یک هواگرد ساختِ کارخانهٔ لاکهید کورپوریشن در کشور ایالات متحده آمریکا است. نخستین استفاده‌کنندهٔ این هواگرد نیروی هوایی ایالات متحده آمریکا بوده‌است.